# (17305) Caniff
(17305) Caniff ist ein Asteroid des Hauptgürtels, der am 24. September 1960 von den niederländischen Astronomen Cornelis Johannes van Houten, Ingrid van Houten-Groeneveld und Tom Gehrels am Palomar-Observatorium (IAU-Code 033) entdeckt wurde.
Der Asteroid wurde nach dem amerikanischen Comiczeichner und -autor Milton Caniff (1907–1988) benannt, der die Comics Terry and the Pirates und Steve Canyon schuf und wegen seiner Detailverliebtheit als Rembrandt des Comics bezeichnet wurde.